# Eopachyrucos
Eopachyrucos — це вимерлий рід нотоунгулятів, який жив із середнього еоцену до пізнього олігоцену в Аргентині та Уругваї. Скам'янілості цього роду були знайдені в формації Сарм'єнто в Аргентині та формації Фрай Бентос в Уругваї.

## Таксономія
Eopachyrucos вперше був названий у 1901 році Флорентіно Амегіно на основі фрагментарних останків, знайдених у формації Сарм'єнто в Аргентині. Спочатку він вважав його членом родини Hegetotheriidae, як предка Pachyrukhos, як відображено в його назві («світанок Pachyrukhos»), однак останні дослідження підтвердили, що він є членом родини Interatheriidae, точніше в межах підродини Interatheriinae.